# الباحة (مقر الإمارة)
محافظة الباحة أو إمارة الباحة هي مقر إمارة منطقة الباحة وعاصمتها مدينة الباحة.

## السكان
- بلغ عدد سكان إمارة الباحة (90,515) نسمة حسب تعداد السعودية 2022، عدد السعوديين (55,241) نسمة، وعدد غير السعوديين (35,274) نسمة.[2]
- بلغ عدد سكان إمارة الباحة حوالي 95,089 نسمة حسب إحصائية سنة 2010م، بلغ عدد السعوديين 73,106 نسمة بينما بلغ عدد غير السعوديين 21,983 نسمة.[3]